# Vasai pisani dal XIII al XVI secolo

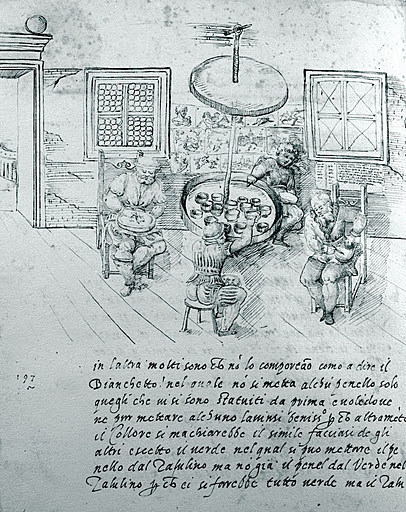
Maestri vasai al lavoro, rappresentazione di Cipriano Piccolpasso - Li tre libri dell'arte del vasaio.

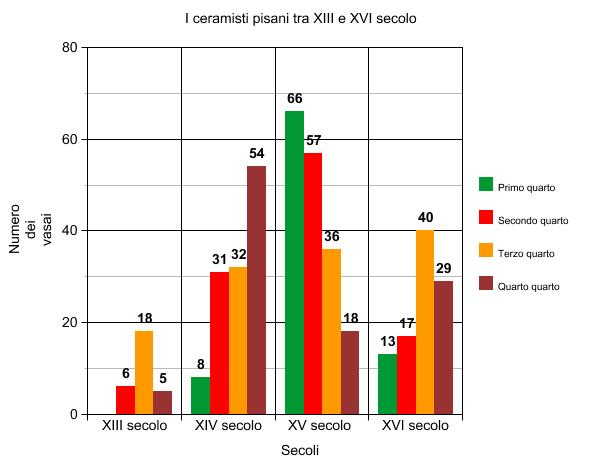
Il grafico mostra l'andamento del numero degli artigiani vasai presenti a Pisa tra il XIII e il XVI secolo.

Molti vasai pisani operano dal XIII al XVI secolo e furono capaci di realizzare diversi tipi di ceramica applicando e alternando più tecniche di produzione nel corso dei secoli.
Prima dell'avvento della maiolica arcaica, l'unica produzione di ceramica era quella di vasellame privo di qualsiasi tipo di copertura e decoro dipinto (per questo talvolta detto anche “acromo”), destinato alla cottura degli alimenti (da fuoco), o alla loro conservazione nelle dispense e alla portata da mensa.
I vasai pisani, dai primi decenni del XIII secolo fino alla seconda metà del XVI secolo, venuti a contatto con ceramiche di importazione prodotte in diversi centri del Bacino Mediterraneo e, probabilmente, con l’aiuto di maestranze provenienti dall’area islamica, cominciano a realizzare e commerciare un nuovo tipo di ceramica rivestita, poi definita dagli studiosi maiolica arcaica.
Parallelamente all'ultima maiolica arcaica (metà XV-XVI secolo) e fino almeno alla metà del XIX secolo, i maestri vasai hanno prodotto anche ceramiche rivestite di ingobbio decorate con varie tecniche di graffitura ("a punta", "a stecca" e poi "a fondo ribassato").

## Storia
Già dall'età romana la città di Pisa ha avuto un’importante storia manifatturiera di vasellame ceramico.
I vasai pisani potevano disporre di una grande quantità di materia prima che, almeno a partire dal Basso Medioevo, veniva cavata sfruttando i depositi alluvionali del fiume Arno. L’argilla di questo tratto fluviale, una volta cotta, conferiva ai manufatti il caratteristico colore rosso-arancio.
L'unica produzione di vasellame fino a tutto il XII secolo era di recipienti privi di coperture vetrose e di decorazioni. Le prime attestazioni scritte riguardanti artigiani che lavoravano l'argilla risalgono alla seconda metà di questo secolo. I documenti parlano infatti dei tegolai che principalmente realizzavano materiale edilizio, ma non può essere escluso che questi non producessero contemporaneamente prodotti destinati alla vita quotidiana.
Dai primi decenni del XIII secolo la storia manifatturiera della ceramica cambia drasticamente grazie all'introduzione di nuove tecnologie per la produzione di vasellame. Viene adottata in città, infatti, la tecnica della smaltatura e dell'invetriatura, che i vasai pisani poterono apprendere grazie ai contatti avuti con maestranze straniere di area spagnola e vasellame di importazione mediterranea che abbondava in città già dagli anni finali del X secolo fino al XIV. La maiolica arcaica, specie nella sua versione più semplice (monocroma), venne prodotta a Pisa fino alla fine circa del XVI secolo.
Contemporaneamente alla maiolica arcaica le officine ceramiche pisane sfornarono nella prima metà del XV secolo una nuova categoria di manufatti, le maioliche arcaiche policrome, che subiscono un aggiornamento nella cromia dei decori con l'introduzione del giallo.
Questa produzione venne presto abbandonata quando, dalla metà circa del XV secolo, vennero prodotte le ceramiche ingobbiate e graffite principalmente “a punta”, “a stecca” e poi “a fondo ribassato”.
Grazie alle fonti documentarie si è potuto tracciare un quadro abbastanza completo sui maestri ceramisti che si sono susseguiti in città dal XIII fino al XVI secolo. Questi documenti sono soprattutto costituiti da notizie riguardanti contratti di lavoro, acquisti, affitti e vendite, censimenti, testamenti, ma vi sono anche carte giudiziarie.
Tali scritti hanno consentito anzitutto di individuare le “cappelle” di appartenenza dei ceramisti, dove cioè possedevano il domicilio e/o l'esercizio in città.
Le principali cappelle interessate sono:
- San Biagio alle Catene.
- San Salvatore in Porta Aurea.
- San Pietro (o San Piero) in Vincoli.
- Sant’Andrea Fuori Porta.
- San Pietro ad Ischia.
- Santa Lucia.
- San Nicola (o San Niccolò).
- Sant’Andrea in Kinzica (o Chinzica).
- San Giovanni al Gatano.
- San Paolo a Ripa d'Arno.
- San Vito.

Diversi nomi e qualifiche lavorative sono stati individuati nei documenti esaminati: barattolaio, broccaio, coppaio, fornaciaio, orciaio-orciolaio, scodellaio, stovigliaio, vasellaio-vasaio, maestro, apprendista e lavorante. Un individuo può anche essere indicato con più qualifiche contemporaneamente.

## Attività dei ceramisti fra il XIII e il XVI secolo secondo le fonti scritte

### XIII secolo

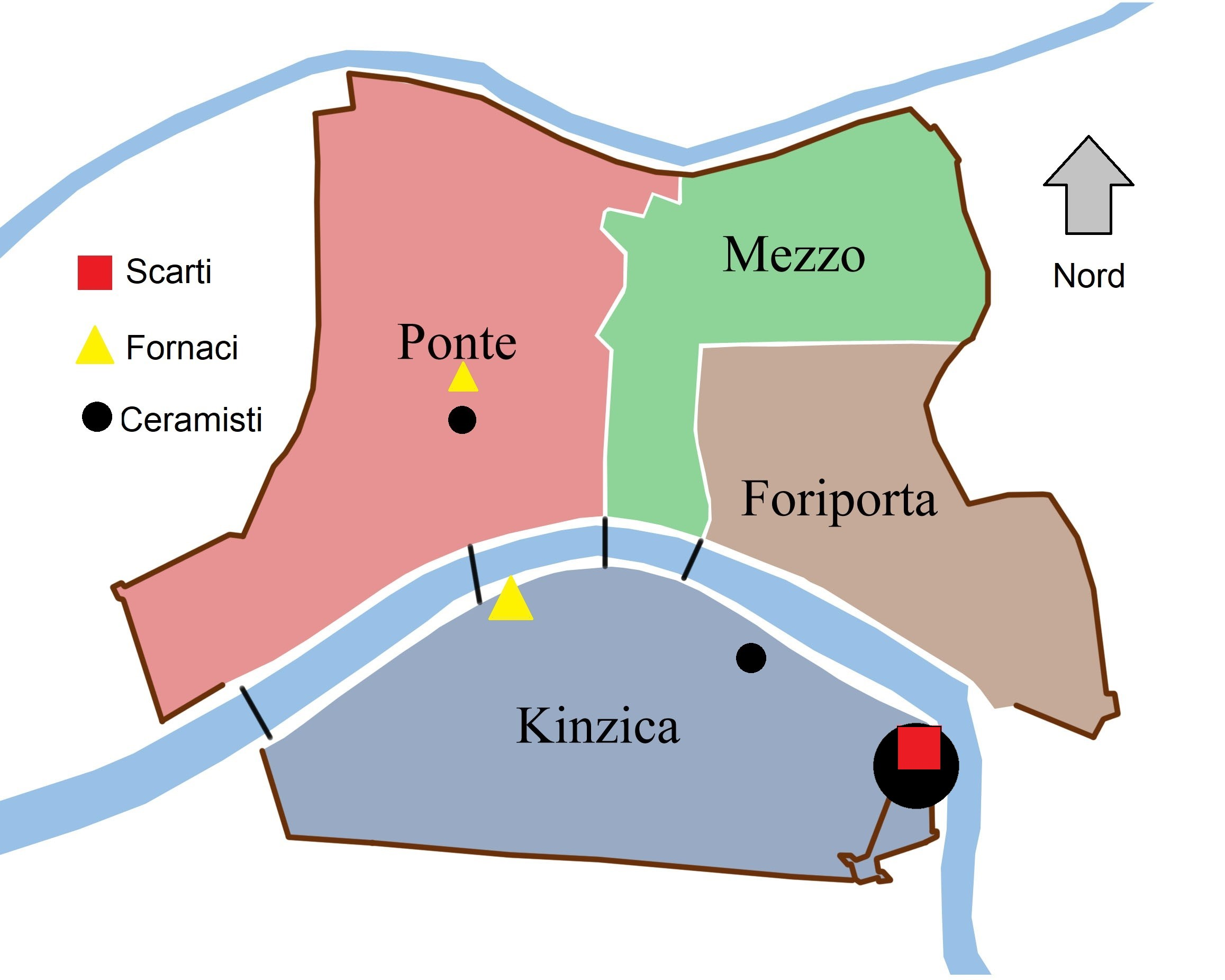
I ceramisti, le fornaci e le discariche nel XIII secolo.

Già agli inizi del XIII secolo sappiamo che i vasai pisani cominciano a commerciare le proprie merci al di fuori dell'ambito cittadino, almeno lungo il tratto fluviale interno e in area tirrenica.
Alcuni documenti rilevanti sono gli Statuti del 1287, che impongono ai “tegolai” precisi limiti per cavare l'argilla. Essi infatti non potevano prelevarla più in zone del centro cittadino, né di loro proprietà, né di altri, lungo le sponde del tratto fluviale che taglia in due la città. Insieme ai tegolai vengono citati i “barattolai” che, almeno in questo secolo, sono probabilmente produttori di vasellame; più tardi, con questo termine verranno indicati i rivenditori di ceramica.
Sempre il “Breve” del 1287 emanato dal Comune di Pisa, fornisce chiarimenti su dove veniva raccolta la sterpaglia da ardere e cioè tra le foci del Serchio, dell'Arno e a San Piero a Grado. Questo inoltre indicava ai ceramisti la quantità massima di combustibile da poter tenere nella propria bottega, e cioè non superiore a quella necessaria per una infornata. Sappiamo infatti che questa precauzione nasce con la crescita del lavoro degli artigiani pisani che gradualmente cominciarono ad affittare diversi terreni per la raccolta del combustibile e per prevenire gli incendi.
Una testimonianza in tal senso è data anche dai documenti riguardanti Niccolò Piloso che, nel 1283, compera dall’Arcivescovo di Pisa la paglia necessaria alla cottura. Un altro esempio è quello di Lotto di Bartolomeo che, nel 1291, riesce ad ottenere il permesso per tagliare la paglia tra l’Arno e il Serchio per due anni.
In questo periodo, un altro termine legato sicuramente alla ceramica è quello di scodellaio. Fornisce un esempio Nino di Lorenzo, della cappella di San Lorenzo in Pelliparia, che nel 1291 possedeva una casa con fornace affittatagli da Giovanni Visella.
Fra i ceramisti del XIII secolo riveste un ruolo molto importante Bondie di Uguccione da Cerreto perché diede il via ad una tradizione famigliare che si imporrà nella scena artigiana pisana fino al secolo successivo. Altre due importanti famiglie di ceramisti sono quella dei Del Broccaio e di Vinacetto da Bacchereto.
Le fonti scritte testimoniano soltanto due fornaci in questo secolo, una per sponda. La prima era nella zona dove oggi sorge la chiesa della Spina, a sud, la seconda invece sorgeva nella cappella di San Lorenzo in Pelleria, a nord.
Dalla documentazione scritta risulta che nel XIII secolo sono presenti a Pisa 26 operanti nel settore, di cui 21 barattolai (1 è indicato barattolaio e coppaio), 1 scodellaio, 4 vasai (1 indicato vasaio e broccaio).

### XIV secolo

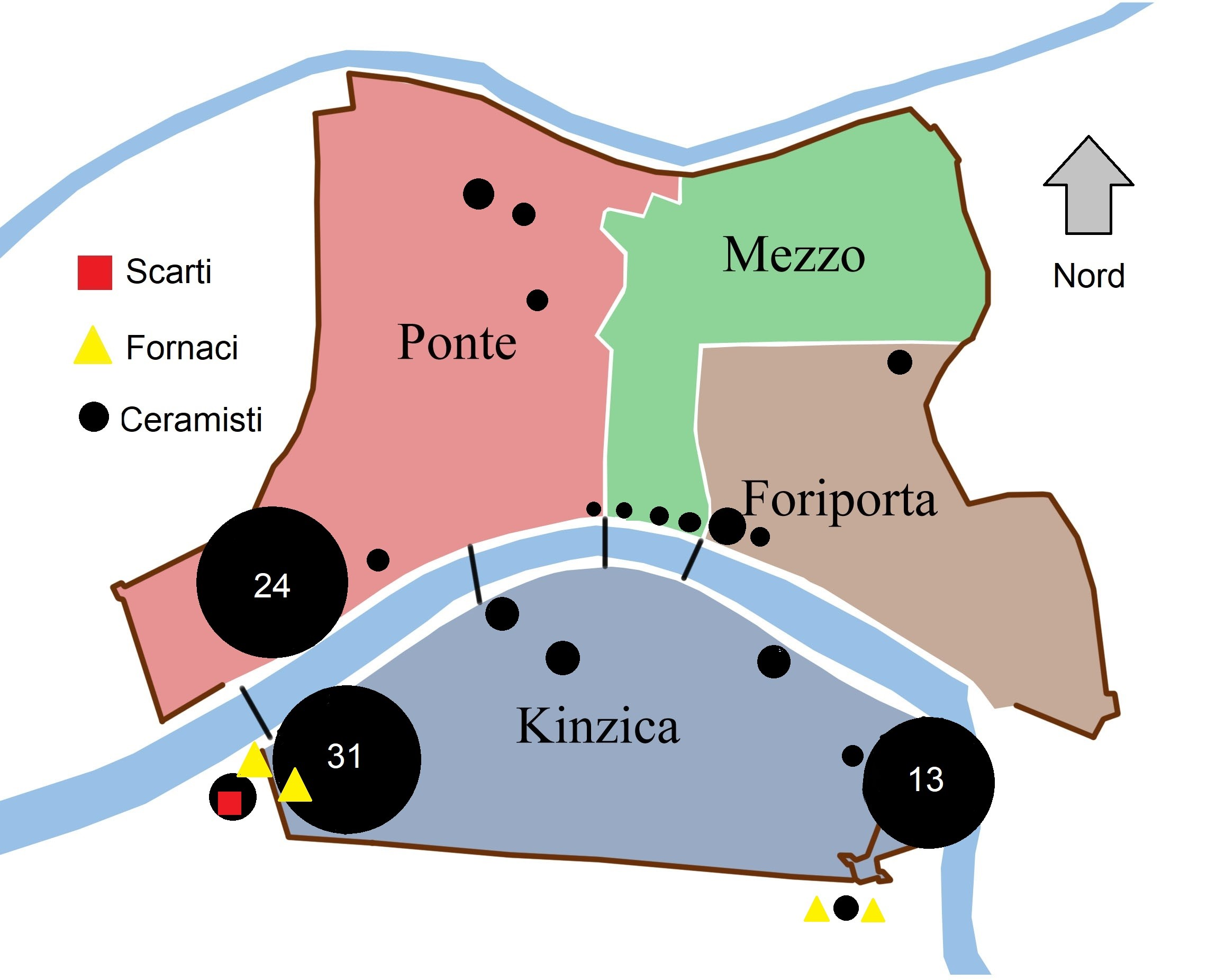
I ceramisti pisani, le fornaci e le discariche nel XIV secolo.

All'inizio del secolo con “barattolai” ci si riferisce solo ai rivenditori di vasellame e non più a produttori diretti. A conferma ci sono alcune fonti scritte.
Per esempio, dai documenti si riesce ad evincere che gli oggetti da mensa e da cucina erano presenti nelle case dei cittadini in quantità sufficienti a soddisfare i bisogni della vita quotidiana. Per le occasioni importanti, come matrimoni e banchetti, che richiedevano un maggiore quantitativo di stoviglie per la mensa, gli oggetti da tavola venivano affittati proprio dai barattolai. Ad esempio, nel 1371 Vanni di Senso detto Rosso, dà in prestito alcune stoviglie da mensa all’Opera del Duomo in occasione della festa dell’Assunta.
Un documento frammentario dello Statuto della Curia dei Mercanti fornisce la conferma che questi siano solo rivenditori. Infatti i barattolai facevano parte di questa corporazione in quanto vengono citati esplicitamente nel documento, dovendo pagare alla Curia o ad un suo rappresentante una certa somma di denari di Pisa per poter svolgere la professione.
A riprova di ciò si ha uno Statuto del 1350 dove i barattolai non compaiono tra i facenti parte dell'Ordine del Mare, di cui invece erano membri i vasellai, broccai e scodellai, produttori di ceramica. 
Come attestano le fonti documentarie, anche le donne praticavano questo mestiere.
I barattolai si concentravano nella zona compresa tra le cappelle di San Iacopo al Mercato, San Paolo all'Orto e San Pietro in Vincoli, oltre che nel tratto cittadino che corre dall'odierna Piazza delle Vettovaglie fino a Piazza Dante.
Invece, la ceramica destinata all'esportazione veniva venduta direttamente sulle rive del fiume. I ceramisti pisani si affidavano agli "scafaioli" per il trasporto della propria merce, ma non mancano casi in cui lo stesso produttore di vasellame possedeva delle imbarcazioni, come Paolo di Chele.
In questo periodo è ancora presente in città un'importante famiglia di ceramisti provenienti da Bacchereto (Pistoia): si tratta di due fratelli, Baccarugio e Fardo di Vinacetto, che esercitavano la loro professione nella cappella di San Vito. Un nipote dei due, Fardino, insieme al cugino Pupo di Fardo, continuarono l’attività familiare nella stessa cappella. La famiglia, nonostante la florida attività consolidata a Pisa, aveva conservato alcune proprietà nel paese di origine dove, nel 1340, fa ritorno Fardino. Proprio Bacchereto, come dimostrato da una vasta ricerca archivistica e archeologica, è un altro grosso centro di produzione ceramica toscano. Pur essendo due centri molto vicini, Pisa e Bacchereto tendono ad avere una forte autonomia e peculiarità produttiva durante questi secoli.
Altre famiglie di ceramisti provenivano da centri come Cerreto, Lorenzana, Gambassi e Siena.
L'ormai defunto Bondie di Uguccione lascia la propria attività a due dei suoi figli: Bindo (1314-1335) e Pupo (1329-1339), anche loro residenti nella cappella di San Vito.
Il figlio di quest’ultimo continua nella stessa cappella l’attività di broccaio fino al 1347 e probabilmente il sapere del mestiere viene tramandato ad un altro discendente, come potrebbe far supporre l’esistenza nella seconda metà del XIV secolo di un Piero di Bindo, broccaio nella cappella di San Vito.
Nella seconda metà del secolo l'organizzazione del lavoro comincia a cambiare, ad evolversi, in quanto si assiste ad una produzione più massiccia e alla formazione delle prime "compagnie" di artigiani. Questo perché a Pisa, ma anche altrove, la ceramica smaltata aveva ormai consolidato il suo ruolo nella vita quotidiana. Ne è una prova la grande quantità di scarti d'uso ritrovati sia nel circuito cittadino, sia in diverse località toscane, di altre regioni d'Italia ma anche estere.
La prima compagnia conosciuta è del 1389, stipulata tra Nino di Giovanni, della cappella di San Paolo a Ripa d'Arno, e Rainaldo di Stefano, di San Vito.
Dalla documentazione d'archivio si nota come le officine ceramiche site nel quartiere di San Vito tendono progressivamente a chiudere e/o spostarsi in altre zone della città, più lontane dal centro ma sempre a ridosso dell'Arno. A partire dalla metà del XIV secolo infatti sono testimoniate diverse case - botteghe nella zona di San Paolo a Ripa d'Arno e a San Giovanni al Gatano, a sud del fiume, grossomodo in linea d'aria al quartiere di San Vito. Qui era sicuramente più agevole cavare l'argilla rispetto alla zona di San Vito in quanto San Paolo e San Giovanni erano fuori le mura e tale migrazione fu probabilmente stimolata anche da lavori che interessarono gli arsenali.
Un esempio è dato da Andrea di Nardo broccaio, che già nel 1386 stava in San Vito, ma dal 1404 prende a livello un pezzo di terra con fornace a San Paolo a Ripa d'Arno.
Un altro broccaio, Rustico figlio di Enrichetto, nonostante abbia un'attività a San Vito, viene registrato nel 1403 come abitante di San Paolo a Ripa d'Arno dove insieme a Cione di Lenzo prende in affitto la casa di Andrea di Chimento entrambi vasai.
Assume particolare rilievo il fatto che mentre i vasellai conosciuti di San Vito nella prima metà del XIV secolo sono più del doppio di quelli di San Paolo a Ripa d’Arno mentre nella seconda metà del secolo si registra una situazione opposta e successivamente, nel XV secolo, si conoscono pochissimi vasai in San Vito.
I ceramisti, oltre a dedicarsi alla loro principale occupazione, potevano anche svolgere cariche pubbliche come Lupo di Orlando che nel 1372 è anziano del popolo.
Il totale di ceramisti censiti nel XIV secolo è di 114.

### XV secolo

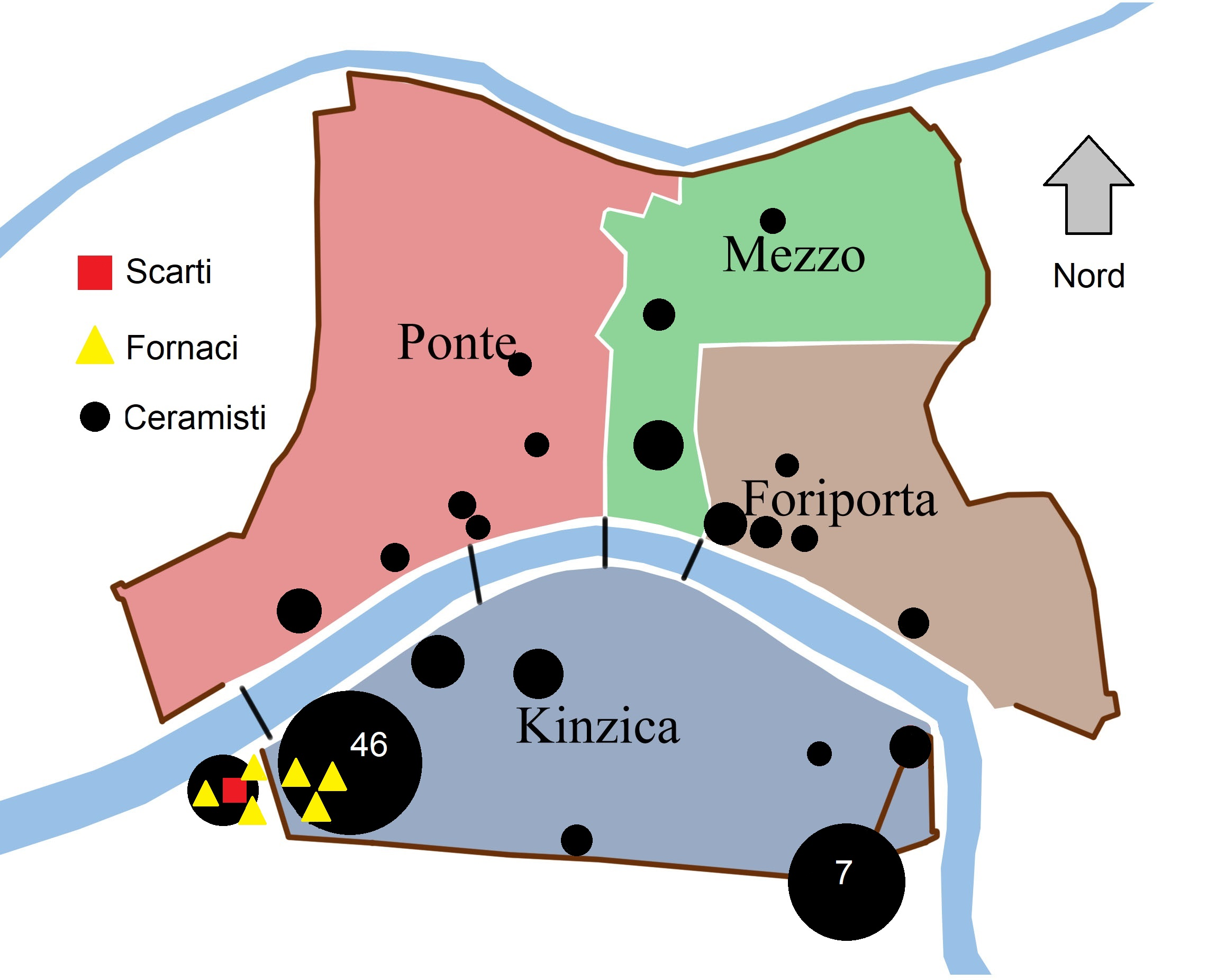
Ceramisti pisani, le fornaci e le discariche nel XV secolo.

Nel XV secolo (1406) assistiamo alla caduta della Repubblica di Pisa sotto la dominazione fiorentina. 
Ne conseguì una grave crisi economica e sociale che interessò soprattutto commercianti e artigiani, colpiti da una dura tassazione sulle esportazioni delle proprie manifatture. Iniziò così un fenomeno migratorio importante, basti pensare che nel primo quarto del secolo i ceramisti censiti erano 66, mentre nell'ultimo quarto solo 18.
Una prima causa di questo decremento può essere attribuita agli scontri iniziali tra pisani e fiorenti: si ha infatti notizia che molti cittadini legati al mondo della ceramica parteciparono attivamente al conflitto come guardie cittadine, capitani di guardia, o guardie del gonfalone bianco.
Dopo la conquista fiorentina inoltre venne imposto il confino politico che costrinse molti uomini ad allontanarsi dalla città; fu vietato inoltre l’ingresso agli abitanti del contado pisano.
Alcune fornaci già attive tra la fine del XIV secolo e gli inizi del XV secolo furono distrutte dai fiorentini e talvolta case e botteghe rimaste vuote a causa della guerra venivano distrutte dagli stessi proprietari per non essere tassati.
Va detto comunque che alcuni artigiani stranieri si spostarono verso Pisa. Questi (12 in totale) arrivavano da centri quali Lucca, Milano, Montaione, Piombino, Pistoia, Siena, Viterbo, etc. Solo più avanti si assiste ad alcune partenze verso Lucca, Savona e Faenza.
Gli artigiani pisani che lavorano l'argilla, per far fronte a questa situazione di crisi, si riorganizzarono nel lavoro.
Ci sono documenti, datati rispettivamente al 1419 e al 1421, che possono essere considerati dei veri e propri contratti di lavoro tra diverse persone, con delle clausole ben precise da rispettare, assicurate da sanzioni in caso di infrazione.
Nei due scritti spicca la presenza di un personaggio, tale Ranieri di Antonio Bu, che pur non essendo un artigiano fa da garante in quanto possessore di una fornace e investitore di denaro. 
Il primo accordo, del 14-20 luglio 1419, non venne approvato mentre il secondo, del 20 gennaio 1421, della durata di cinque anni fu registrato nella cappella di Sant’Egidio. I ceramisti coinvolti nell’accordo del 1421 erano:
- Casuccio di Giovanni, vasaio della cappella di San Paolo a Ripa d’Arno.
- Leonardo di Andrea, vasaio della cappella di San Paolo a Ripa d’Arno.
- Antonio di Andrea, broccaio della cappella di Sant’Andrea in Chinzica.
- Marco di Lorenzo, vasaio della cappella di Sancti Gosme.
- Tommaso e Piero di Giovanni (fratelli), vasai della cappella di Sancti Gosme.
- Betto e Michele di Andrea (soci), vasai della cappella di San Vito.
- Antonio di Giuliano di Paio, vasaio della cappella di San Paolo a Ripa d’Arno.

Di seguito qualche punto dell’atto:
- Una clausola consentiva la produzione di qualsiasi tipo di ceramica, mentre vietava l'apertura di nuovi esercizi sia in città che nel contado.
- I ceramisti potevano vendere la propria merce sia all'ingrosso (sopra i 100 manufatti), che al minuto (meno di 100), ma secondo i prezzi e le quantità prestabilite.

Ad esempio, troviamo definiti i turni (o gite) per le vendite all'ingrosso e i quantitativi massimi. Ad ogni affiliato spettava una gita nella quale poteva vendere dai 2000 ai 2500 pezzi. Solo a Casuccio di Giovanni era permesso vendere 4000 pezzi a turno perché già da prima che il contratto fosse firmato gestiva più di un esercizio con un alto numero di dipendenti.:
Alcuni prezzi concordati per la merce sono riassunti nella seguente tabella: 
| Merce                                | Prezzo (nel 1421)  | “Rationem” (quantità)      | Vendita  |
| ------------------------------------ | ------------------ | -------------------------- | -------- |
| Vasa et scutellas                    | Fiorini 10         | Per 1000 pezzi             | Ingrosso |
| Catinellas de medio quarto           | Soldi 5            | Per 1 pezzo (pro qualibet) | Minuto   |
| Catinellas de medietate vantagginas  | Soldi 3 e mezzo    | Per 1 pezzo (pro qualibet) | Minuto   |
| Catinellas de medietate de charovana | Soldi 2 e denari 4 | Per 1 pezzo (pro qualibet) | Minuto   |
| Catinellas de metrata vantagginas    | Soldi 1 e denari 8 | Per 1 pezzo (pro qualibet) | Minuto   |
| Catinellas de metrata de charovana   | Soldi 1            | Per 1 pezzo (pro qualibet) | Minuto   |
| Scutellas alba                       | Libbre 3           | Per 100 pezzi              | Ingrosso |
| Gradalettos albos                    | Soldi 29           | Per 100 pezzi              | Ingrosso |
| Vasa de medio quarto vantaggina      | Soldi 1 e mezzo    | Per 1 pezzo (pro qualibet) | Minuto   |
| Vasa alba de medio quarto            | Soldi 3            | Per 1 pezzo (pro qualibet) | Minuto   |
| Vasa et scutellas de charovana       | Libbre 2 e soldi 5 | Per 100 pezzi              | Ingrosso |
| Vasa et scutellas de charovana       | Denari 6           | Per 1 pezzo (pro qualibet) | Minuto   |

Ancora qualche clausola del contratto prevedeva che:
- la merce doveva essere venduta nelle proprie botteghe, ad eccezione degli scarti che potevano essere venduti altrove.
- Ranieri di Antonio Bu riscuoteva un compenso di due grossi d’argento per ogni 1000 pezzi venduti.
- ad ogni “gita” doveva essere presente il vasaio al quale spettava la “gita” successiva.
- chi aveva l'attività fuori le mura, poteva vendere direttamente ai marinai, anche nelle ore notturne. La vendita dei pezzi doveva comunque rispettare le cifre pattuite, e un affiliato dell'Arte o un apposito delegato doveva essere presente durante l'operazione di carico.
- per l’invenduto venivano stabiliti nuovi prezzi almeno da due artigiani appartenenti all’Arte.

La documentazione archivistica non riporta un rinnovo del contratto del 1421, ma le fonti testimoniano una florida attività anche in questo periodo.
Poco dopo infatti, nel 1426 viene creata una società di tre anni tra Giovanni di Cione di Lenzo e Niccolò di Jacopo Mangiacauli, mentre nel 1427-1428, venne a formarsi una compagnia molto importante fra tre ceramisti:
| Socio                                      | Interesse | Apprendisti - Lavoranti - Garzoni                                                                                     |
| ------------------------------------------ | --------- | --- |
| Casuccio di Giovanni (VA) + Cardo di Piero | Un terzo  | Antonio/Bartolomeo/Giovanni/Menico/Prardino del fu Maso/Pasquino di Piero/Piero di Antonio di Cardo (nipote di Cardo) |
| Michele Bonaccorso (BR - VA)               | Un terzo  | Piero di Niccolò |
| Leonardo di Andrea (BR)                    | Un terzo  | / |

Anche nel secondo quarto del XV secolo non mancano attività dedite alla sola rivendita/noleggio. Nel 1428 ad esempio, Gaspare di Paolo del Rosso dichiara di avere nella sua bottega: 
Queste venivano vendute ancora nella zona di San Iacopo al Mercato insieme a saltuari pezzi di importazione. Ancora si registrano donne legate alla rivendita con qualche esempio di artigiana dedita alla produzione di vasellame.
Nella seconda metà del XV secolo Sano di Gherardo Borghesi aveva già introdotto nella propria bottega la produzione di ceramiche ingobbiate e graffite. Tale affermazione è possibile sulla base di alcuni documenti che citano per la prima volta la presenza di “terre bianche” a Pisa.
Uno risale al 1441, quando Sano paga alla dogana di Porta a Mare una certa somma per alcuni “sacchi di bianco”.
Un altro documento invece concerne il testamento dello stesso, registrato presso un notaio nel 1485. Vengono spartite tra i figli tutte le proprietà del vasaio, comprese le materie prime necessarie alla produzione di vasellame; tra queste vengono citate anche le “terre bianche”. Tale citazione, e la compresenza di stagno nella bottega, permette di ipotizzare la contemporanea produzione della prima ceramica ingobbiata e dell’ultima maiolica arcaica.
La zona di San Paolo a Ripa d'Arno e di San Giovanni al Gatano continua ad essere intensamente sfruttata da 10 fornaci. Sant'Andrea in Chinzica e San Marco vengono abbandonate, mentre viene intensamente popolata da ceramisti la cappella di San Pietro ad Ischia, a nord dell'Arno nei pressi dell'odierna via Sant'Apollonia.
Il totale censito per tutto il XV secolo è di 144 ceramisti.

#### Il quadro economico dei ceramisti negli anni 1428-1429
Durante la Repubblica fino ai primi decenni del XV secolo le imposte venivano ripartite con il sistema dell’estimo che favoriva mercanti e banchieri.
Dal 1429 entra in vigore, un nuovo metodo tassativo disposto da Firenze per tutti i suoi distretti, ovvero il catasto.
Ogni nucleo familiare stilava un'autocertificazione dove si dichiaravano i propri beni. In base poi a valutazioni fatte dagli ufficiali del catasto, che si basavano su diversi fattori, l'imponibile poteva essere diminuito o aumentato.
Medici e forestieri non venivano tassati per 20 anni, come alcune famiglie aristocratiche pisane. 
Su un totale di 1752 famiglie: il 12% era esente in quanto senza lavoro oppure inabili e tra questi figurano due operatori nel campo della ceramica.
Tra i ceramisti più ricchi troviamo il broccaio Andrea del maestro Andrea e Casuccio di Giovanni.
Il motivo per il quale gli artigiani pisani cominciarono a costituire compagnie lavorative potrebbe essere legato anche al nuovo sistema esattoriale e per non competere fra loro. Infatti, le imposte gravavano soprattutto sugli artigiani che avrebbero potuto fare concorrenza a quelli di Firenze.

#### Commercio di ceramiche all'entrata dellaLegathia (Degazia)tra il 1441 e il 1443

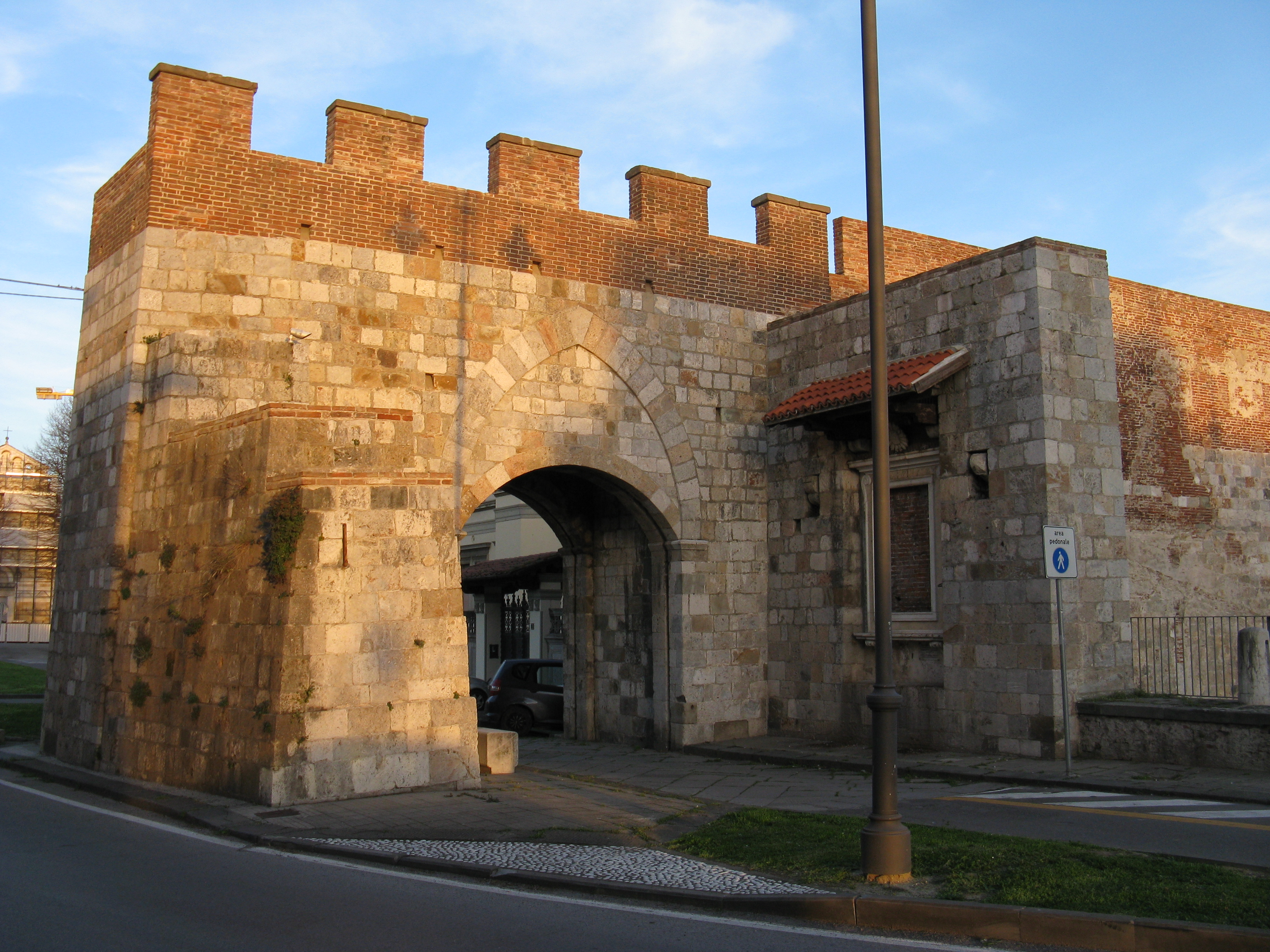
Antico accesso di Porta a Mare.

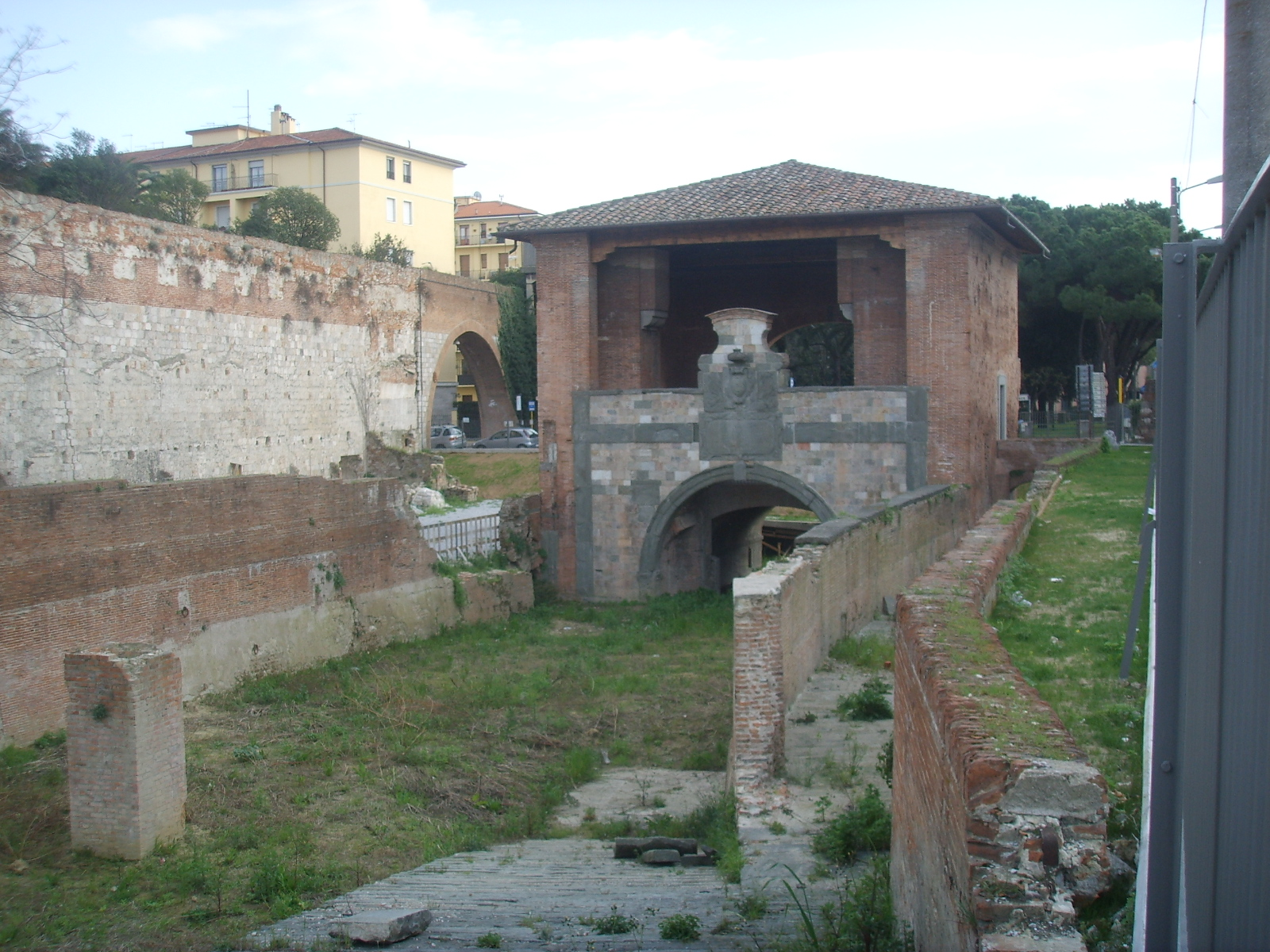
Canale dei Navicelli, Porta a Mare.

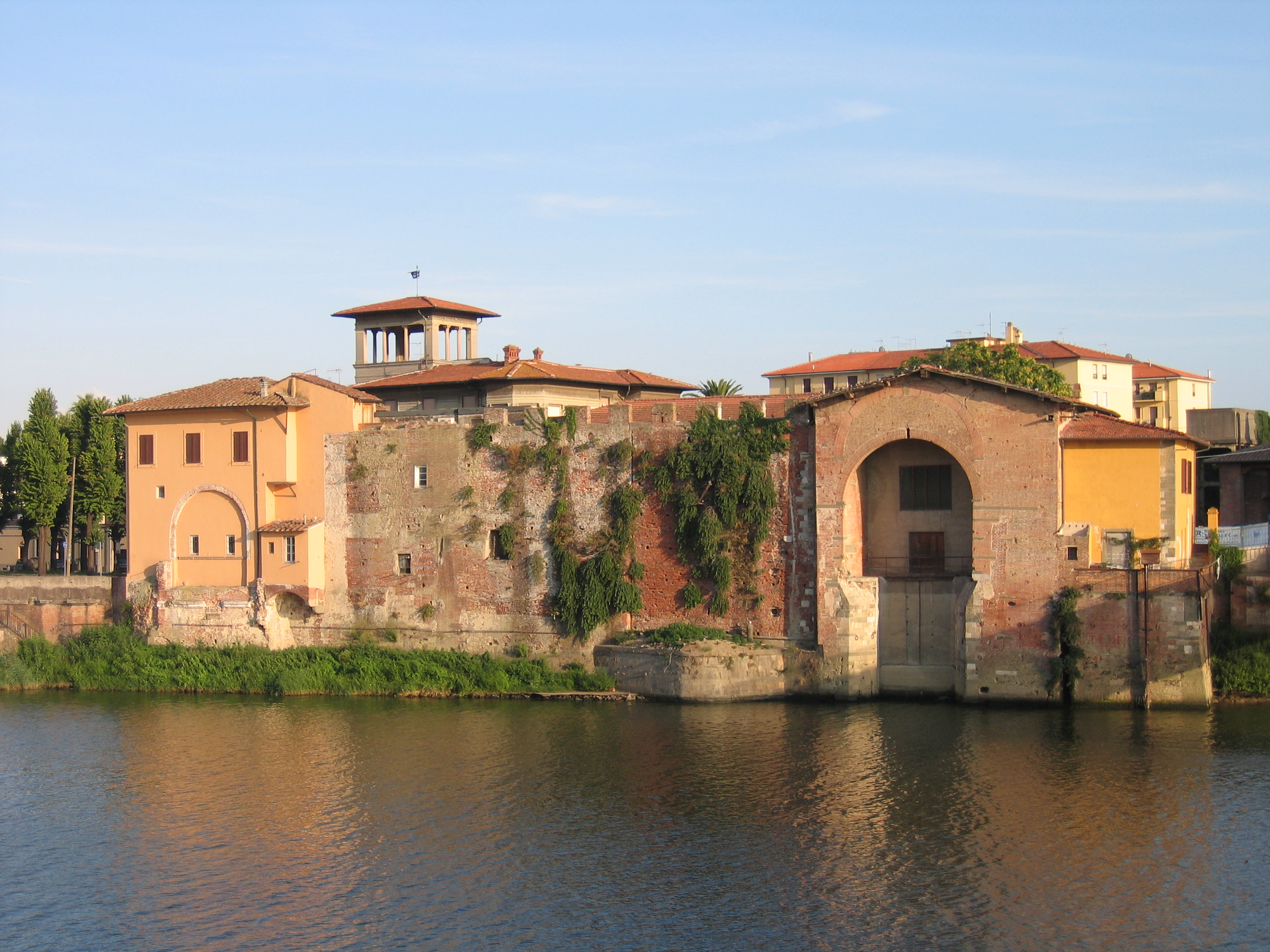
Antico accesso al Ponte della Cittadella ed incile murato del Canale dei Navicelli a Pisa.

Il registro della dogana di Porta a Mare (nota in quel tempo come Porta della Degazia o Legathia) degli anni 1441 - 1443, costituisce una testimonianza fondamentale perché mostra come alcuni ceramisti pisani produssero grandi quantità di vasellame destinato all'esportazione.
In esso spiccano tre “vasai”: Sano di Gherardo Borghesi, Frediano Mangiacavoli e Antonio di Andrea del Mancino.
Dal giugno 1442 quest'ultimo non compare più nei registri della dogana perché aveva costituito una compagnia di cinque anni con Frediano Mangiacavoli.
Nei registri sono annotate sia importazioni sia esportazioni che sono prevalenti. Le cifre da pagare per queste ultime sono valutate secondo quanto stabilito dalla Gabella fiorentina del 1408, per “ciascuna cotta di vagelli … cioè fornace quando quocie” e ogni “cotta” comprendeva circa 2000-2100 pezzi.
Sano di Gherardo, mantiene una posizione preminente dal 1441 al 1442, mentre nel 1443 primeggia la società da Frediano e Antonio
Nel periodo in cui la compagnia è stata più attiva, sono state fatte fino a quattro cotte mensili; la stessa capacità di produzione aveva la fornace di Sano di Gherardo. Risulta quindi che tra il 24 febbraio 1441 e il 27 giugno 1443 sono state pagate complessivamente le gabelle per 113 “cotte”, cioè per circa 230.000 pezzi.
Nei documenti in questione vengono citati anche ceramisti provenienti da aree anche molto lontane da Pisa: genti di Livorno (2-3), Elba (1), località liguri come Noli, Chiavari, Rapallo, Genova, Moneglia, Levanto (8), dalla Corsica (3), da Cremona (1) e da siti iberici che importavano propri prodotti ed esportavano prodotti pisani.
Sono attestate anche esportazioni di manufatti non pisani come le ceramiche di Montelupo Fiorentino ma anche di maioliche valenzane. La loro presenza è giustificata perché Pisa costituiva ancora, almeno in Toscana, il principale punto d’ingresso e di smistamento per qualsiasi tipo di prodotto.

#### L'apprendistato
La presenza di uno o più garzoni nelle botteghe ceramiche era molto frequente. Grazie alla documentazione archivista è possibile oggi esporre qualche esempio, soprattutto inerente a come maestro e apprendista instauravano un rapporto che andava oltre il mero aspetto lavorativo.
Il padrone dell'attività, oltre a garantire al garzone un salario, dava vitto e alloggio e non di rado forniva anche il vestiario. L'apprendista invece si impegnava a rispettare gli ordini del maestro, ad essere sempre disponibile, se richiesto, in tutte le 24 ore anche nei giorni festivi.
Il padrone era obbligato a trattare con rispetto il suo apprendista e ad insegnargli il mestiere.
Ad esempio è arrivato fino ai nostri giorni un accordo stipulato nel 1427 tra Piero di Nicolò di Francesco e la compagnia di Cardo di Piero, Leonardo di Andrea e Michele Bonaccorso.
Una volta finito il suo apprendistato, che durava normalmente da 1 a 3 anni, il garzone poteva rimanere nella bottega del suo maestro oppure aprirne una propria.
In questo periodo comunque era praticata anche la schiavitù. Sappiamo infatti che nel 1441 presso due fornaci in società, lavorava uno schiavo di origine russa il cui stipendio veniva incassato dal suo padrone.

### XVI secolo
Il primo quarto del XVI secolo conta solo 13 vasai a Pisa. 
Le cause di questo drastico decremento vanno ricercate nella riconquista pisana e nella fondazione della Seconda Repubblica (1495 - 1509) perché in questo periodo si assiste ad un crollo dei commerci. 
Una timida ripresa si ha nei primi tre decenni del Cinquecento quando, a seguito degli incentivi fiscali promossi dopo la riconquista medicea volti a risollevare l'economia, arrivano a Pisa quattro nuovi ceramisti dal contado pisano e fiorentino.
Le nuove famiglie di ceramisti sono i Paiti (o Paichi), i Da Sanminiatello e i Petri, mentre altre famiglie sono presenti in città già nel secolo precedente quali gli Arrighetti, i Berto, i Borghesi e i Lupo.

#### Ceramisti e fornaci nella Pisa del XVI

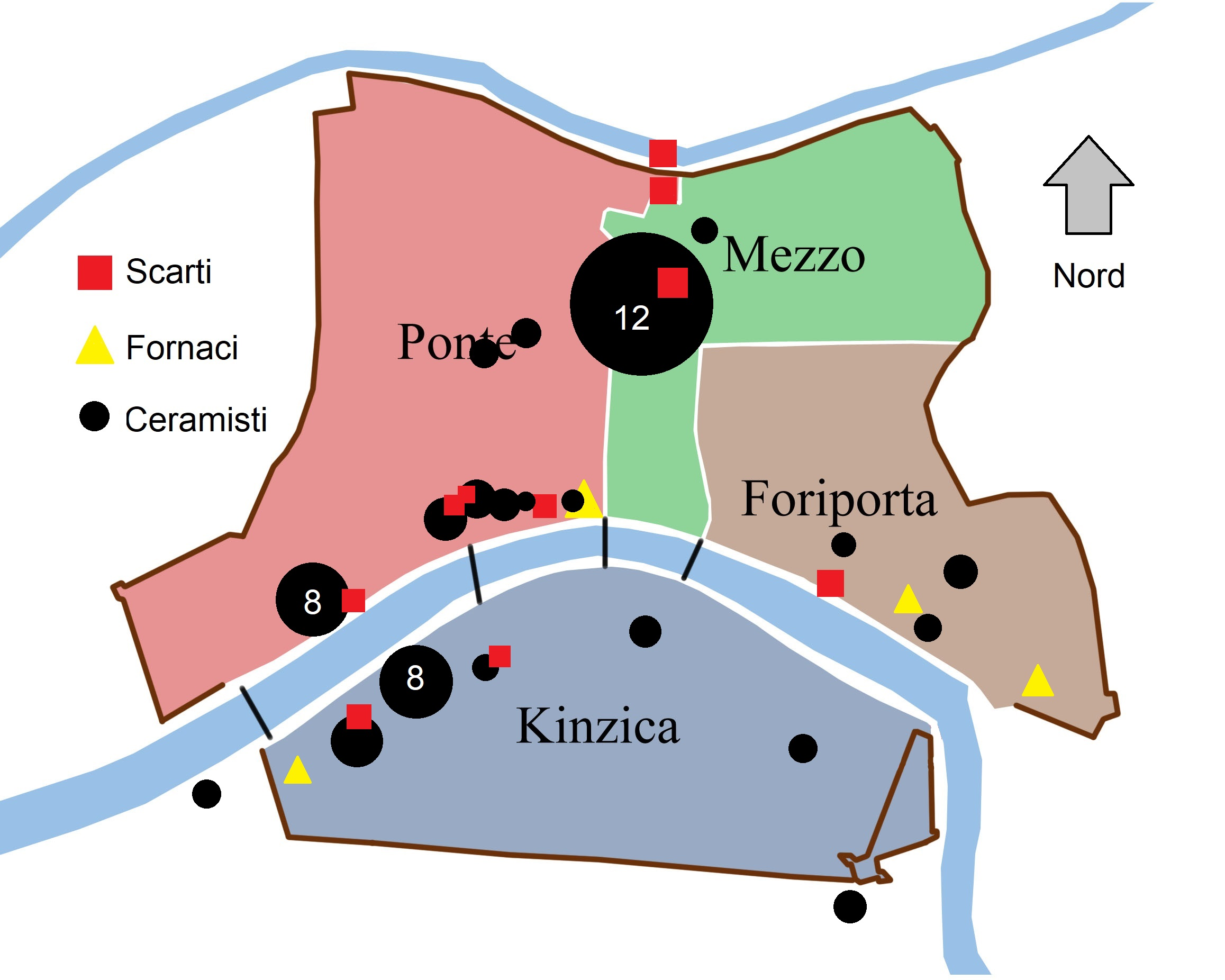
I ceramisti pisani, le fornaci e le discariche nel XVI secolo.

I ceramisti attivi nel XVI secolo sono 82. Una concentrazione di ceramisti abbastanza alta si registra nelle cappelle di San Giovanni al Gatano e di San Paolo a Ripa d’Arno, ma vi è un numero altrettanto importante che dimora tra le cappelle di San Niccolò, San Donato, Sant’Eufrasia, San Iacopo degli Speronai e San Giorgio in prossimità del Ponte Nuovo.. 
La zona di San Marco in Chinzica, che prima ospitava diversi vasai, fu gradualmente abbandonata. Gli unici che abitano e lavorano in quest’area agli inizi del secolo appartengono tutti agli Arrighetti, ma nel corso del secondo quarto del XVI secolo anche loro si spostano verso la cappella di San Donato. Presso la cappella di San Pietro a Ischia, oggi nella zona di via Sant'Apollonia, spicca la presenza dei Payti (o Paichi). 
Con il passare del tempo i ceramisti si spostano dalla zona del Ponte Nuovo per ripopolare la cappella di San Vito, Santa Lucia e a sud dell'Arno a San Casciano. Alla fine del Cinquecento un'altra area produttiva si stabilisce nella cappella di Santa Marta.
L'unica società risalente agli ultimi anni di questo secolo è quella formata tra il ceramista Antonio di Bartolomeo Cappucci e Giustino di Casteldurante, pittore di maioliche.
Le fonti scritte permettono di localizzare cinque fornaci del Cinquecento: una era situata vicino a Porta a Piagge in via delle Concette, due invece si trovavano in via Sapienza e appartevano alla famiglia Bitozzi. Un'altra era posta nella cappella di San Paolo a Ripa d’Arno, in prossimità di Porta a Mare mentre l'ultima sorgeva nell'attuale Piazza Mazzini. 

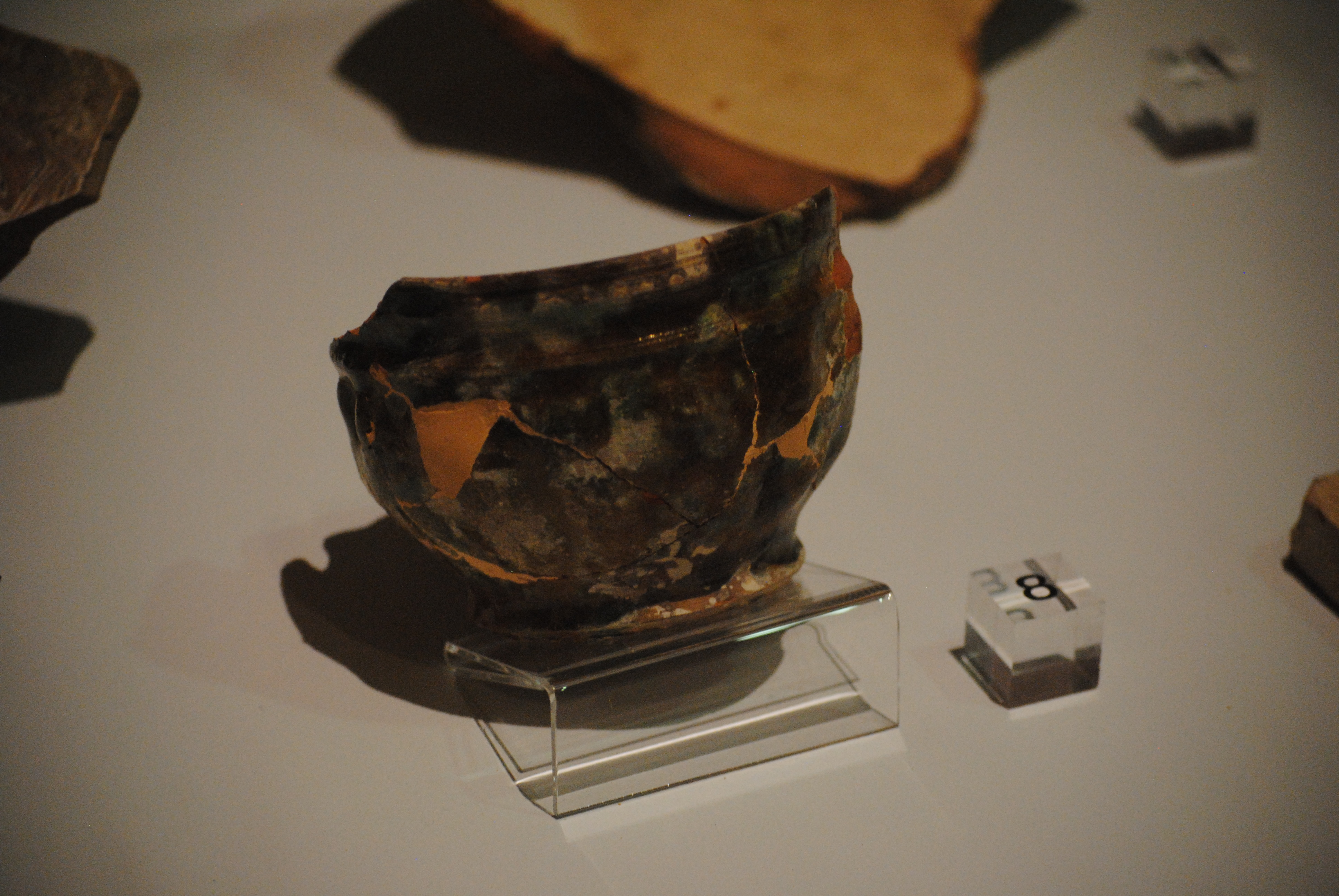
Ciotola, ingobbiata maculata (XVII secolo) - manifattura Bitozzi.

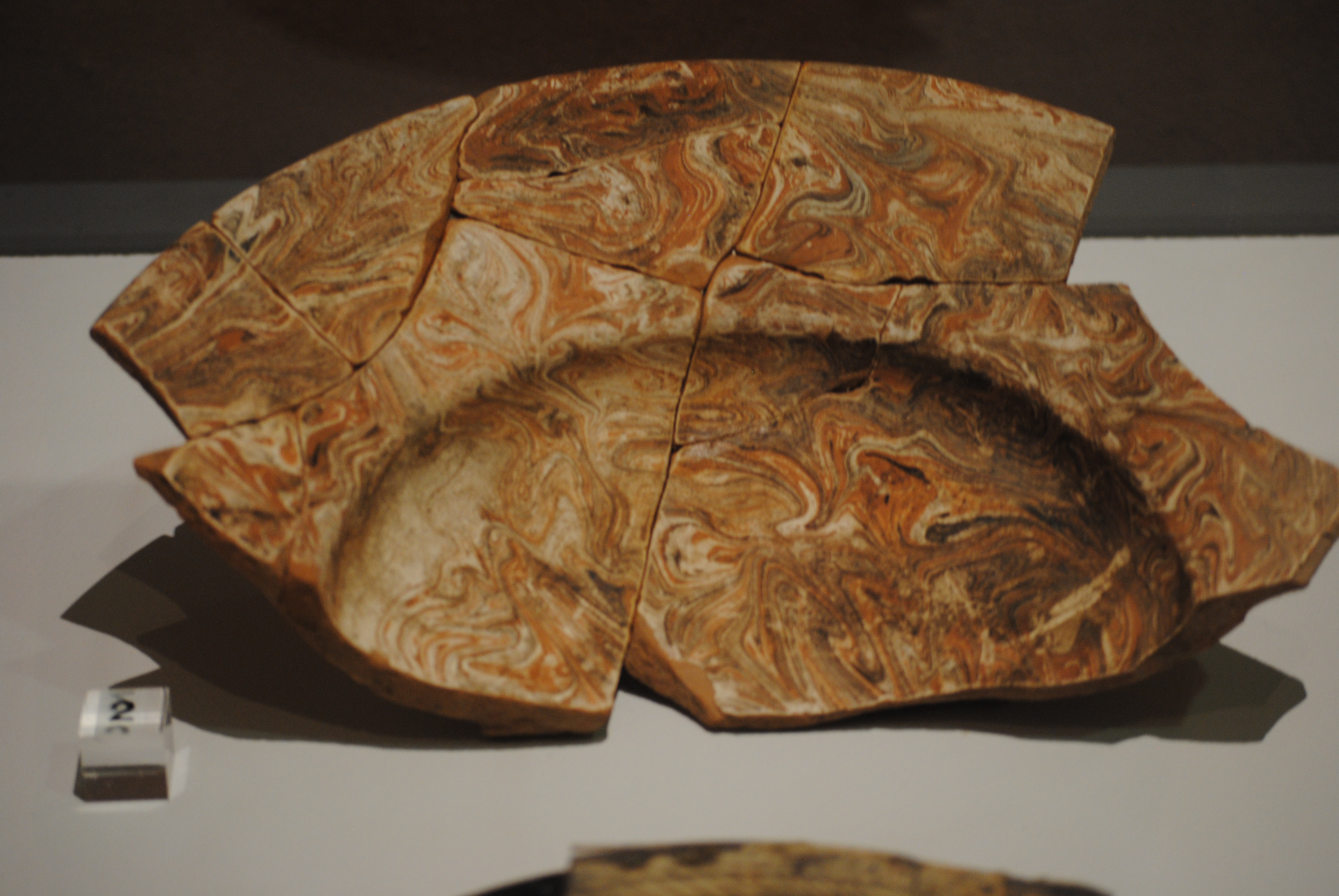
Scodella, ingobbiata marmorizzata (scarto di prima cottura - XVII secolo) - manifattura Bitozzi.

La collocazione centrale della fornace di via Sapienza è sicuramente curiosa in quanto si trova in un'area molto popolata.
La scelta di impiantare una fornace da ceramica in quel luogo può spiegarsi con la vicinanza al fiume che era certamente sfruttato come via di trasporto per le materie prime necessarie alla lavorazione e per i prodotti sfornati da immettere nel mercato. In generale, le fornaci sono poste ai confini delle zone urbanizzate o in aree nettamente suburbane. Per le fornaci più centrali si può ipotizzare che esse fossero dedite ad una piccola produzione e che quindi necessitavano di poco spazio.
Probabilmente, a seguito degli scontri con Firenze e con un conseguente calo demografico l'espansione urbanistica che aveva interessato Pisa fino all'inizio del XV secolo subisce una forte contrazione insieme all’abbandono di diverse unità abitative. Ciò ha portato i ceramisti ad operare in aree più centrali ma non densamente abitate, di modo da essere più vicini alle zone dei mercati e contemporaneamente non lontani dalle zone di approvvigionamento di argilla.
Ben documentate sono le notizie relative ad una famiglia in particolare, i Bitozzi, che fra il 1586 e il 1660, sono protagonisti della scena ceramica pisana coinvolgendo tre generazioni. Il primo Bitozzi, Leonardo (1552 ca. - 1615 ca.), arrivato a Pisa già dal 1578 vi trasferisce la sua attività di scalpellino. Solo dopo il suo arrivo in città inizia la vendita e poi la produzione di vasi.
Ebbe tre figli: Sebastiano (detto Bastiano), Domenico e Antonio che seguirono le orme paterne diventando scalpellini.
Fu un personaggio piuttosto noto nella Pisa della seconda metà del XVI secolo in quanto poco affidabile nel lavoro. Si trova spesso chiamato in causa dai suoi colleghi e committenti. Ad esempio, nel 1579 Giulio de’ Medici, figlio naturale del duca Alessandro de’ Medici e cavaliere dell’ordine di Santo Stefano, commissionò a Leonardo Bitozzi la fornitura di tutte le pietre lavorate per la decorazione della facciata della villa che stava costruendo ad Arena, località prossima a Pisa. Lo scalpellino allora consegnò in ritardo il materiale cosicché il duca lo citò in giudizio. Nonostante ciò il Bitozzi godeva di una situazione economica importante. La sua può essere considerata una figura imprenditoriale in quanto egli molto probabilmente investiva denaro e mezzi di lavoro accordandosi con vasai che da parte loro fornivano l'arte. Ad esempio, nel 1587 è nota la società con Paolo di Pietro per la vendita di maioliche di Montelupo e orci da olio; nel 1593 il Bitozzi cerca di ottenere a livello un fondo per introdurre a Pisa, in società con Niccolò Sisti, la produzione di maioliche faentine; risale agli inizi del Seicento l’accordo con Maestro Filippo del fu Giovanni Garaccini da Forlì per gestire una bottega di maiolica. 
Sebastiano Bitozzi succedette al padre, lavorando anche lui dapprima come scalpellino poi come stovigliaio, ampliando l'impresa famigliare prendendo a livello nuovi lotti e continuando a produrre ceramica fino alla prima metà del XVII secolo.
Si sa con sicurezza che i vasai pisani per tutto il secolo esportarono i propri prodotti in tutta la Toscana e nel Mediterraneo. A partire dall'ultimo quarto, grazie ai commerci con i fiamminghi e spagnoli (sfruttando i porti di Livorno e di Siviglia), poterono far arrivare i propri prodotti in Inghilterra, Olanda e nelle loro colonie nord americane, nelle colonie spagnole dell'America del Sud, delle Canarie e dei Caraibi.

#### L'approvvigionamento di argilla e di altre materie prime per la produzione delle ceramiche nel XVI secolo
Analisi archeometriche hanno permesso di stabilire che l'argilla usata per creare i manufatti ceramici veniva cavata dai depositi alluvionali del fiume Arno, in zone prossime alle sponde. I documenti citano cave di argilla nelle cappelle di San Marco, di San Giovanni al Gatano e San Michele degli Scalzi.
Un cambiamento nei luoghi di approvvigionamento potrebbe essere avvenuto dopo la metà del Cinquecento quando il governo mediceo vietò il prelievo dell’argilla nelle vicinanze delle mura cittadine e nel centro urbano.
Probabilmente come combustibile per le fornaci in parte veniva usata ancora la paglia, raccolta nelle zone paludose caratteristiche delle campagne pisane. Dalle fonti scritte si evince che alcuni terreni in località Sangineto e San Piero a Grado, già citati nel XIII secolo, sono ancora di proprietà di alcuni ceramisti pisani negli anni ‘50 e ‘70 del XVI secolo.
Era invece più complicato il rifornimento di legna. Intorno alla metà del XVI secolo, alcuni provvedimenti dell’amministrazione civile vietarono il taglio degli alberi senza uno specifico permesso delle autorità.
Questa regolamentazione era molto severa e puntuale nelle sanzioni, come dimostra una multa inflitta allo stovigliaio Bartolomeo di Cesare del Turchino che venne sorpreso trasportare legna raccolta senza autorizzazione.

### Esplicative
1. ↑  Fonti archeologiche mostrano invece che i tegolai sono già attivi all'inizio del XII secolo in un'area chiamata "tegularia" (vedi Clemente 2017, p. 133). Per ulteriori informazioni riguardo alla zona di produzione e all'attività dei tegolai si veda Garzella 1990, p. 198 e Berti - Renzi Rizzo - Tangheroni 2004, pp. 3-4.
2. ↑  Tutte queste fonti sono conservate principalmente negli Archivi di Stato di Pisa e di Firenze, in quello Arcivescovile e della Mensa, nel Capitolare ed in quelli di altre comunità religiose pisane (vedi Berti - Renzi Rizzo 1997, p. 225.
3. ↑  Sono stati ritrovati numerosi reperti riconducibili a ceramiche di produzione pisana in Toscana Settentrionale, in Corsica e Sardegna (si rimanda alla sezione dedicata in Maiolica arcaica di Pisa).
4. ↑  Una zona ad est del quartiere di Chinzica, si chiamava in quel tempo «Baractularia» (area attualmente occupata dal Giardino Scotto) e con ogni probabilità il nome faceva riferimento al gran numero di barattolai presenti nella stessa; si veda Berti - Renzi Rizzo 1997, pp. 226-227. L’unico scodellaio citato nei documenti, Nino di Lorenzo, nel 1291 aveva in affitto, insieme alla moglie Parella, una casa con fornace nella zona detta “Pelliccerie”, nel quartiere di Ponte, a nord dell’Arno. Vedi Tongiorgi 1972, p. 126. I dati possono essere soggetti a cambiamenti e revisioni in quanto la ricerca archivistica è ancora oggi oggetto di studio.
5. ↑  Gli studi sulla produzione ceramica di Bacchereto sono stati illustrati in Cora 1973, I, p. 65. Per le analogie dei motivi decorativi tra le maioliche arcaiche di Pisa e quelle di Bacchereto vedere Cora 1973, II, Tav. 19/b.
6. ↑  Si veda Berti 2005, pp. 109-110. I documenti sono stati rinvenuti nei protocolli del notaio pisano Giulio di Colino Scarsi, Archivio di Stato di Firenze, Notarile Antecosimiano, S399, cc. 43r-44r; S400, cc. 289r-290v. Sono stati pubblicati da Miriam Fanucci Lovitch e da Enzo Virgili nel 1984 (Fanucci Lovitch - Virgili 1984).
7. ↑  La famiglia Borghesi, di origine livornese, si stanziò a Pisa con Gherardo nel 1382; la moglie Gadduccia rimane vedova nel 1412 con tre figli: Domenico, Sano e Matteo.
Sano, fu molto attivo nella sua professione di vasaio, ed il suo lavoro gli permise di mantenere una numerosa famiglia.
Suo figlio Gherardo, nato nel 1427, lavora come “fornaciaio”, ma anche “vagellaio”, anche se la sua attività sembra dedita soprattutto alla fabbricazione e vendita di materiali edilizi, si veda Berti 2005, p. 124; notizie sulla famiglia Borghesi si trovano anche in Tongiorgi 1979, pp. 30-31, 96.
8. ↑  Le evidenze archeologiche sono illustrate da Marcella Giorgio (https://www.academia.edu/13408119/Un_occasione_per_recuperare_il_passato_lo_scavo_di_Sant_Apollonia_a_Pisa).
9. ↑  (Alberti - Giorgio 2013, p. 19) Una nuova crescita della popolazione pisana si avrà nei quattro decenni successivi alla riconquista fiorentina, arrivando a quasi 10.000 unità entro la metà del Cinquecento (Fasano Guarini 1991, p. 17).
10. ↑  I Bitozzi erano originari di Ponte a Signa.

### Bibliografiche
1. ↑  Per studi più recenti si rimanda a Alberti - Giorgio 2018, ma queste ceramiche sono già citate anche in pubblicazioni più lontane: Berti - Tongiorgi 1977a; Busi 1984.
2. ↑  Informazioni al riguardo si possono trovare in Berti - Tongiorgi 1977a; Berti - Tongiorgi 1981a; Berti - Gabrielli - Parenti 1993; Gelichi - Berti - Nepoti 1996; Berti - Renzi Rizzo 1997; Berti - Giorgio 2011; Giorgio 2013; Giorgio 2018a.
3. ↑  Per la produzione di ceramica ingobbiata e graffita si veda: Berti - Tongiorgi 1982; Berti 2005; Giorgio - Trombetta 2011; Alberti - Giorgio 2013; Giorgio 2015; Giorgio 2018b.
4. ↑  Si veda Menchelli 1995 per la produzione di sigillata a Pisa in epoca romana.
5. ↑  Per l'approvvigionamento dell'argilla vedi Giorgio 2018c, pp. 35-44; Alberti - Giorgio 2013, pp. 27-46 (studi condotti da Giuseppe Clemente - "Vasai e produzione ceramica a Pisa nel XVI secolo attraverso le fonti documentarie").
6. ↑  Berti - Giorgio 2011, p. 13; Berti - Gelichi 1995a; Berti - Menchelli 1998; Giorgio - Trombetta 2008
7. ↑  Alberti - Giorgio 2013, si vedano scavi di Villa Quercioli e via della Sapienza.
8. ↑  Per ulteriori dettagli sulla maiolica arcaica policroma vedi Berti - Renzi Rizzo 1997, pp. 203-207
9. ↑  Berti 2005 e Alberti - Giorgio 2013.
10. ↑  Tongiorgi 1964; Tongiorgi 1972; Tongiorgi 1979; Renzi Rizzo 1994. Berti - Tongiorgi 1977a, pp. 139-153; Redi 1984; Stiaffini 2002.
11. ↑  Berti - Tongiorgi 1977a, p. 139; Bonaini 1854 - 1857, I, pp. 304-305. Un quadro esaustivo delle attività e delle vicende relative ai vasai dal XIII al XV secolo è desunto dai documenti di archivio analizzati in Tongiorgi 1964 e Tongiorgi 1972.
12. ↑  Berti - Tongiorgi 1977a, p. 140; Bonaini 1854 - 1857, I, pp. 437 - 438.
13. 1 2 3  Berti - Tongiorgi 1977a, p. 140.
14. 1 2  Clemente 2017, p. 134.
15. ↑  Tongiorgi 1979, pp. 56-58.
16. ↑  Alberti - Giorgio 2013, p. 29 (studi condotti da Giuseppe Clemente); Clemente 2017, p. 134.
17. ↑  Berti - Tongiorgi 1977a, pp. 147-153.
18. ↑  Berti - Tongiorgi 1977a, pp. 142-143.
19. ↑  Clemente 2017, p. 136 e Tongiorgi 1964, p. 8.
20. 1 2 3 4 5 6  Clemente 2017, p. 138.
21. 1 2  Berti - Tongiorgi 1977a, p. 144.
22. ↑  Clemente 2017, p. 136.
23. ↑  Berti - Tongiorgi 1977a, p. 148.
24. ↑  Clemente 2017, p. 137; Redi 1994a
25. ↑  Tongiorgi 1964, pp. 11-12.
26. ↑  Clemente 2017, p. 136; Berti - Renzi Rizzo 1997, pp. 228-232; Tolaini 1979, pp. 311-312; Garzella 1990, pp. 116-117.
27. ↑  Pagnini Del Ventura 1765 - 1766.
28. ↑  Tongiorgi 1964.
29. 1 2 3  Clemente 2017, p. 139.
30. ↑  Tongiorgi 1979, pp. 25, 26, 32, 55, 56, 91, 93-95, 98, 102, 130.
31. ↑  Alberti - Giorgio 2013, p. 19; Petralia 1991, p. 180.
32. ↑  Casini 1965, p. 79.
33. ↑  Alberti - Giorgio 2013, p. 19; Tongiorgi 1979, p. 19; Berti 1997, p. 266.
34. 1 2 3 4 5  Berti 2005, pp. 110-114.
35. ↑  Clemente 2017, p. 140; Casini 1965
36. ↑  Berti 2005, pp. 113-114.
37. ↑  Per il significato del termine "vantagginas" si veda Fornaciari 2016, pp. 165-166 con riferimento alla bibliografia precedente
38. ↑  Per considerazioni sul termine "de charovana" si rimanda a Berti 2005, pp. 113-114.
39. ↑  Fanucci Lovitch - Virgili 1984, pp. 296-300.
40. ↑  Berti 2005, pp. 114-115, 125-140; Berti - Renzi Rizzo 2000, pp. 135-136; Tongiorgi 1979, p. 52.
41. ↑  Berti - Tongiorgi 1977a, p. 149.
42. 1 2 3 4  Clemente 2017, p. 141.
43. ↑  Tongiorgi 1964, pp. 7-8.
44. ↑  Clemente 2017. Per una parziale lista dei nomi degli artigiani si veda Berti 2005, pp. 138-140
45. 1 2  Berti 2005, p. 115.
46. ↑  Berti 2005, pp. 115-119. Il catasto del 1428-29 è stato pubblicato da Bruno Casini (Casini 1964 e Casini 1965, pp. 6,7,9, 20-25).
47. ↑  Berti - Tongiorgi 1977a, p. 152. Il documento doganale è possibile trovarlo in Casini 1969, p. 140. Le notizie riportate di seguito sono tratte da quest’opera. I documenti sono conservati nell’Archivio di Stato di Pisa - Comune B55.
48. ↑  Berti - Tongiorgi 1977a, p. 152; Pagnini Del Ventura 1765-1766, Tomo IV, p. 65.
49. ↑  L’argomento viene trattato dettagliatamente in Berti 2005, pp. 119-124
50. ↑  Berti - Tongiorgi 1977a, p. 153.
51. ↑  Clemente 2017, pp. 141-142; Clemente 2015, p. 165; Alberti - Giorgio 2013, p. 34.
52. 1 2 3  Clemente 2017, p. 142; Alberti - Giorgio 2013, pp. 34-36.
53. ↑  Alberti - Giorgio 2013, p. 38; Fanucci Lovitch 1991, pp. 19-163.
54. ↑  Alberti - Stiaffini 1995; Alberti - Giorgio 2013, pp. 20, 36, 151-157, 179, 237.
55. ↑  Clemente 2017, p. 142; Alberti - Giorgio 2013, p. 21.
56. ↑  Alberti - Giorgio 2013, pp. 23, 36; Tongiorgi 1979, p. 17.
57. ↑  Alberti - Giorgio 2013, pp. 153-154 (ricerca di Daniela Stiaffini).
58. ↑  Alberti - Giorgio 2013, p. 161/nota 22.
59. ↑  Alberti - Giorgio 2013, p. 162.
60. ↑  Alberti - Giorgio 2013, p. 163. Non si sa con esattezza se il Bitozzi conoscesse di persona il Sisti, ma è sicuro che egli mandò una supplica al Granducato affinché fosse finanziato per tale impresa
61. ↑  Alberti - Giorgio 2013, p. 165.
62. ↑  Alberti - Giorgio 2013, pp. 165-167.
63. ↑  Clemente 2017, pp. 144-145; Giorgio 2016, pp. 355-360; Berti 2005, pp. 145-178.
64. ↑  Alberti - Giorgio 2013, p. 23. Le analisi archeometriche sui manufatti ceramici attribuiti al XVI secolo sono esposte in a p. 239, a cura di Claudio Capelli.
65. ↑  Alberti - Giorgio 2013, p. 24; Berti 2005, p. 143. Le analisi archeometriche sono state ancora condotte da Claudio Capelli sugli scarti ceramici di Villa Quercioli e di Via Sapienza e hanno dimostrato che alcune terre furono cavate probabilmente nella piana del Serchio.
66. ↑  Alberti - Giorgio 2013, p. 36; Berti - Renzi Rizzo 1997, pp. 497-498.
67. ↑  Alberti - Giorgio 2013, p. 36 - Archivio di Stato di Pisa, Fiume e Fossi, f. 98, cc. 111 r., 132 v. - 133 r. Ad esempio il vasaio Domenico di Bartolomeo da Samminiatello è costretto a chiedere un permesso all’Ufficio dei Fiumi e dei Fossi per poter tagliare alcuni alberi in un suo terreno.
68. ↑  Alberti - Giorgio 2013, pp. 36-37 - Archivio di Stato di Pisa, Fiumi e Fossi, f. 14, cc. 95 v., - 96 r.; Berti 2005, p. 143.